# Газпром нефтехим Салават
«Газпром нефтехим Салават», ГПНС (до 11 февраля 2011 года — «Салаватнефтеоргсинтез», СНОС) (баш. Газпром нефтехим Салауат) — российская нефтехимическая компания, владеющая одним из крупнейших в России производственных комплексов нефтепереработки и нефтехимии, расположенным в городе Салават (Республика Башкортостан). Штаб-квартира — в Салавате, на улице Молодогвардейцев, 30.

## История

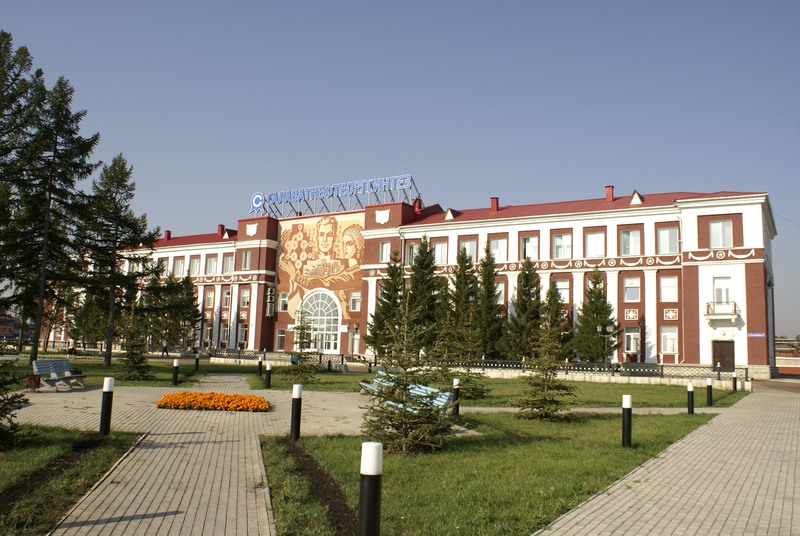
Административное здание предприятия.

Первоначально строительство планировалось в Черногорске (Хакасия), где в 1946 году была образована дирекция строящегося комбината № 18, однако в связи с интенсивным развитием нефтяной промышленности между Поволжьем и Уралом в 1947 году его строительство было перенесено в Башкирскую АССР. Годом основания предприятия считается 1948 год, первоначальное наименование — Комбинат № 18 ГлавУИЖТ.
В 1962 году на комбинате № 18 было налажено производство полиэтилена высокого давления, стирола, бутиловых и жирных спиртов и др.
В середине 1970-х годов комбинат стал крупнейшим нефтехимическим комплексом в стране. В 70-х годах на предприятии освоено производство этилена-пропилена, окиси этилена, додецилмеркаптана, полистирола, гликолей. Были внедрены новые технологические процессы — каталитический риформинг и гидрокрекинг.
В 1980 году комбинат «в целях совершенствования управления промышленным производством» на основании приказа Миннефтехимпрома СССР № 595 от 26.06.1980 был преобразован в Салаватское ордена Ленина производственное объединение «Салаватнефтеоргсинтез» им. 50-летия СССР.
К середине 80-х годов предприятие перерабатывало четверть башкирской нефти и весь конденсат Оренбургского месторождения.
Введены в эксплуатацию крупнотоннажные производства ЭП-300, бутиловых спиртов, аммиака — АМ-76, велось расширение очистных сооружений.
В 1993 году предприятие было преобразовано в акционерное общество.
В 1999 году в ОАО был введен в эксплуатацию комплекс по переработке карачаганакского газового конденсата ЭЛОУ-АВТ-4 мощностью 4 млн тонн.
В 2003 году пущено в строй новое производство этилбензола и стирола мощностью 200 тыс. тонн.
В 2005 году введена в эксплуатацию установка по производству вспенивающегося полистирола по уникальной технологии, не имеющей аналогов в мире.
В 2010 году на производстве полиэтилена низкого давления суспензионным методом получена первая партия новой продукции.
28 января 2011 года решением общего собрания акционеров ОАО «Салаватнефтеоргсинтез» было переименовано в ОАО «Газпром нефтехим Салават».
В 2012 году введена в эксплуатацию установка атмосферно-вакуумной перегонки нефти ЭЛОУ-АВТ-6 мощностью 6 млн тонн в год, предназначенная для первичной переработка нефти. Ввод установки ЭЛОУ АВТ-6 позволил увеличить мощности первичной переработки нефти, повысить четкость разделения целевых фракций, а также вывести из эксплуатации морально и физически устаревшие производства.
1 октября 2016 года компания была реорганизована в Общество с ограниченной ответственностью «Газпром нефтехим Салават».
В декабре 2017 года компания ввела в эксплуатацию крупнейший в России завод по производству акриловой кислоты и бутилакрилата. В состав комплекса входят установки по получению сырой акриловой кислоты мощностью 80 тыс.т/год, бутилакрилата (эфира акриловой кислоты и бутанола) производительностью 80 тыс.т/год и ледяной акриловой кислоты мощностью 35 тыс.т/год.
В мае 2017 года введена в эксплуатацию установка изомеризации пентан-гексановой фракции Предназначена для выпуска изомеризата — высокооктанового компонента, который даст возможность увеличить выпуск бензинов высокого экологического класса Евро-4 и Евро-5. Мощность установки — 434 тысячи тонн сырья в год.
В сентябре 2020 года компания «Газпром нефтехим Салават» ввела в эксплуатацию установку по производству водорода производительностью 25 000 нормальных кубических метров водорода в час. Установка построена в рамках масштабной программы модернизации нефтеперерабатывающего завода, её ввод в эксплуатацию позволит увеличить выпуск высококачественного топлива экологического стандарта Евро-5.
В 2021 году компания завершила строительство комплекса каталитического крекинга для переработки вакуумного газойля с установок ЭЛОУ АВТ-6 и АВТ-4 с получением высокооктанового компонента товарных бензинов. Мощность установки — 1,095 млн тонн вакуумного газойля в год. Базовый проект разработан компанией Shell.

### История руководства
- Филаретов, Алексей Николаевич (1947—1949)
- Алатырцев, Алексей Иванович (1949—1950)
- Франгулян, Арташес Мнацаканович (1950—1951)
- Березовский, Иван Афанасьевич (1952—1964)
- Осипенко, Леонид Иокинфович (1966—1969)
- Сисин, Михаил Федорович[8] (1972—1975)
- Юдаев, Александр Иванович (1975—1977)
- Тюгаев, Прокопий Фёдорович (1977—1993)
- Павлычев, Валентин Николаевич (1994—1996)
- Кутлугильдин, Наиль Закирович (1996—1997, 1999—2002)
- Захаров, Виталий Александрович (1997—1998)
- Ишмияров, Марат Хафизович (2002—2005)
- Шавалеев, Дамир Ахатович (2005—2014)
- Управляющая организация — ООО «Газпром переработка» (генеральный директор ООО "Газпром переработка — Важенин Юрий Иванович) (2014—2016)
- Каримов, Айрат Азатович (11.08.2016—08.2021)
- Алехин, Леонид Степанович (08.2021—05.06.2023)
- Кращук, Сергей Геннадьевич (06.06.2023-28.02.2024)
- Семенько, Евгений Леонидович (с 29.02.2024)

## Собственники и руководство
Доля ООО «Газпром переработка» в уставном капитале ООО «Газпром нефтехим Салават» составляет 99,9999999978 %. Единственным участником ООО «Газпром переработка» является ПАО «Газпром».
В 2016 году на собрании акционеров ОАО «Газпром нефтехим Салават» было принято решение досрочно прекратить полномочия организации ООО «Газпром переработка» по управлению ОАО «Газпром нефтехим Салават», расторгнуть с ней договор и избрать единоличный исполнительный орган — генерального директора ОАО «Газпром нефтехим Салават» Каримова Айрата Азатовича сроком на 5 лет.
Общим собранием участников ООО «Газпром нефтехим Салават» в августе 2021 года принято решение о прекращении полномочий Генерального директора Общества Каримова Айрата Азатовича и передаче полномочий единоличного исполнительного органа обществу с ограниченной ответственностью «РГД переработка Салават», которое возглавляет Леонид Степанович Алехин.
6 июня 2023 года на предприятии состоялось рабочее совещание с трудовым коллективом под руководством генерального директора АО «РуcГазДобыча» Константина Махова. В ходе встречи были рассмотрены текущие вопросы деятельности нефтехимического комплекса. Константин Анатольевич представил нового руководителя компании «Газпром нефтехим Салават». Исполнительным директором ООО «РГД переработка Салават» — управляющей организации ООО «Газпром нефтехим Салават» назначен Сергей Кращук.
29 февраля 2024 года Евгений Семенько назначен новым руководителем компании «Газпром нефтехим Салават».

### Листинг на биржах
Основной торговой площадкой для обыкновенных и привилегированных акций «Салаватнефтеоргсинтеза» была биржа РТС, а с августа 2008 года обыкновенные (голосующие) акции также были представлены в секторе MICEX Discovery «Открытия фондового рынка» Московской межбанковской валютной биржи. Торговались под тикером SNOS на площадке ММВБ и под тикером SNOZ на РТС Classica Московской Биржи. С 30 мая 2014 биржевое обращение прекращено, все акции выкуплены дочерней структурой компании ПАО «Газпром». Финальная цена выкупа акций у миноритариев составила 5380 руб. за акцию.

## Деятельность
Предприятие осуществляет полный цикл переработки углеводородного сырья и производство 150 наименований продукции, в том числе 70 наименований основной продукции: автомобильные бензины, дизельное топливо, топливо нефтяное, мазут, битум нефтяной дорожный вязкий, сырьё для производства нефтяных вязких дорожных битумов, сера, полиэтилен высокого давления, полиэтилен низкого давления, полиэтилен суспензионный высокой плотности, этилен, стирол, ПСМ-Э, спирт бутиловый, изобутиловый, изооктиловый, карбамид, аммиак и многое другое.
Продукция отгружается во все федеральные округа страны. Основными направлениями экспортных поставок нефтепродуктов являются страны Европы и СНГ; нефте- и газохимической продукции — более 30 стран ближнего и дальнего зарубежья, при этом, наибольшие объёмы нефте- и газохимической продукции отгружаются в Казахстан, Германию, Великобританию, Нидерланды, Польшу, Бельгию, Финляндию и другие.
В состав «Газпром нефтехим Салават» входит три технологических завода — нефтеперерабатывающий, газохимический и завод «Мономер» находящиеся на одной производственной площадке в городе Салавате. Кроме того, в состав компании входит Общество с ограниченной ответственностью «Ново-Салаватская ПГУ».

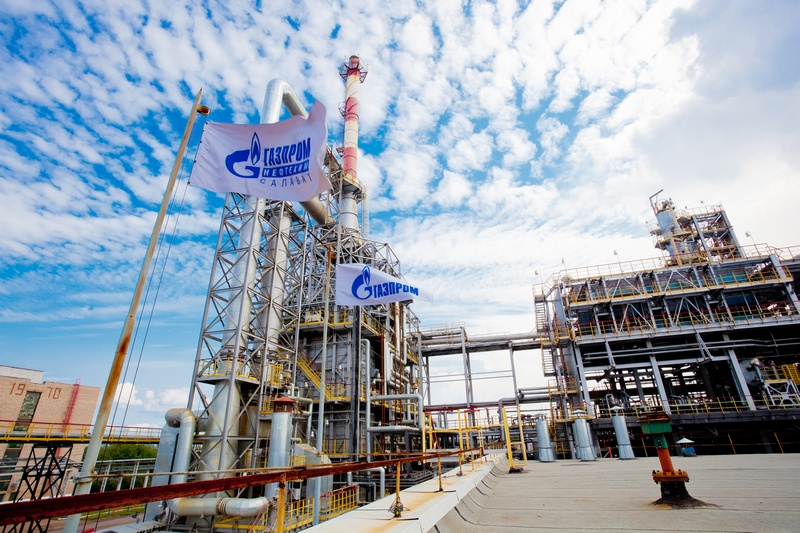
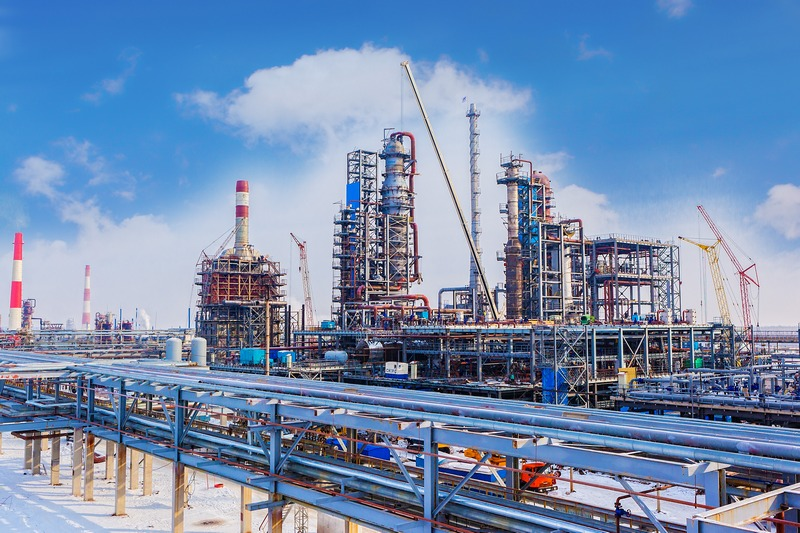
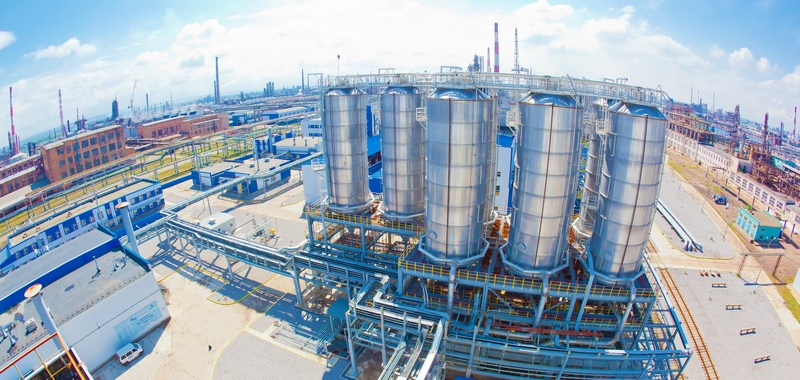
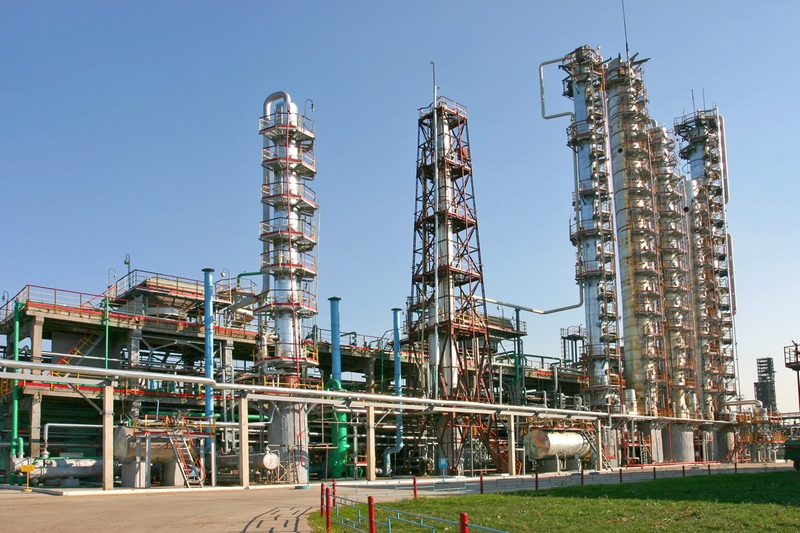

### Показатели деятельности
Оборот (выручка) — 246,70 млрд руб. (2019)
Чистая прибыль — 28,95 млрд руб. (2019)
Число сотрудников Группы компаний — 14 185 человек (2021)

## Награды
Орден Ленина в 1971 году.